# Campionato argentino di rugby a 15 1946
Il Campionato argentino di rugby a 15 1946 è stato vinto dalla selezione della Provincia di Buenos Aires che ha battuto in finale la selezione della Capital.

## Risultati
| QUARTI DI FINALE |                         |   |           |        |                         |
| 15 sett.         | Estudiantes Paranà      | - | Capital   | 0 - 8  | Paranà                  |
| 16 sett.         | Cuyo                    | - | Provincia | 0 - 65 | Mendoza                 |
| 15 sett.         | UR del Norte            | - | Córdoba   | 5 - 3  | Tucumán                 |
| 15 sett.         | Montevideo Cricket Club | - | Litoral   | 0 - 15 | Maldonado, Buenos Aires |

| SEMIFINALI |           |   |         |        |                         |
| 22 sett.   | Capital   | - | Litoral | 19 - 0 | Maldonado, Buenos Aires |
| 22 sett.   | Provincia | - | Córdoba | 25 - 0 | Maldonado, Buenos Aires |

### Finale
| Arbitro: | Manuel F. Mantilla. |

| |            | |
| R. Frigerio (Pucará) V. Bereciartúa (Pucará) A. Palma (Pucará) J. C. de Pablo (Pucará) H. Castro Feijóo (C.A. San Isidro) R. E. Giles (Pucará) G. Ehrmann (Pucará) E. Fonseca (Pucará) J. Sarandón (San Isidro Club) B. Grigolón (Hindú) A. González Bonorino (Olivos) J. Morganti (C.A.San Isidro) E. Daulte (Olivos) J. Bastiani (Hindú) cap. A. Gutiérrez (Hindú). | Formazioni | A. Ozores (Gimn. y Esgrima)cap. T. C. Sacca (Belgrano) R. D. H. Brown (Belgrano) J.Sansot (C.U.B.A.) y A. Fernández Moores (C.U.B.A.) E. Monpelat (C.U.B.A.) E. Holmberg (C.U.B.A.) L. M. Bertani (Gimn. y Esgrima) R. MacKay (Gimn. y Esgrima) E. Lucotti (Belgrano) H.Ponce (Gimn. y Esgrima) C. B: Ardió (C.U.B.A.) F. Elizalde (C.U.B.A.) H. Achával (C.U.B.A.) R.Lucotti (Belgrano) |